# Hoscheidterhof
Hoscheidterhof (en luxembourgeois : Houschter Haff ) est à la fois une localité et un lieu-dit des communes luxembourgeoises de Putscheid et Tandel situés dans le canton de Vianden.
Sur le territoire de la commune de Tandel, une ferme est située le long du CR352, qui mène de Bastendorf à Grauenstein (lb), à une altitude d'environ 450 mètres (49° 56′ 07″ N, 6° 09′ 27″ E). À environ un kilomètre au nord se trouve une autre ferme du même nom sur le territoire de la commune de Putscheid (49° 56′ 26″ N, 6° 09′ 10″ E).